# Henry Eyring
Henry Eyring (Colonia Juárez, 20 februari 1901 – Salt Lake City, 26 december 1981) was een Amerikaans theoretisch chemicus van Mexicaanse komaf.
Eyring heeft zich voornamelijk verdienstelijk gemaakt op het gebied van reactiekinetiek en intermediairen van chemische reacties. Eyring was een zeer productief wetenschapper, hij publiceerde meer dan 600 artikelen en 10 boeken. Hij werkte achtereenvolgens aan de universiteiten van Arizona (studie), Berkely (promotie), Princeton (docent) en Utah (decaan). Hij werd, onder andere, onderscheiden met de National Medal of Science in 1966 en werd verkozen tot voorzitter van de American Chemical Society in 1963 en de American Association for the Advancement of Science 1965.

## Onderscheiding
In 1980 ontving hij de Wolfprijs voor scheikunde.
1. ↑  https://www.rheology.org/sor/awards/bingham/EyringH.
2. ↑  https://www.newyorkacs.org/nicholsmedalists.html.
3. ↑  https://acsmaryland.org/remsen-award/.
4. ↑  https://www.acs.org/funding/awards/peter-debye-award-in-physical-chemistry/past-recipients.html.
5. ↑  https://chicagoacs.org/Willard_Gibbs_Award.
6. ↑  https://www.aps.org/programs/honors/prizes/langmuir.cfm; Irving Langmuir Award in Chemical Physics; geraadpleegd op: 6 oktober 2018.
7. ↑  https://acspss.org/pauling-medal-award/.
8. ↑  https://www.fi.edu/en/laureates/henry-eyring.
9. ↑  https://www.acs.org/content/acs/en/funding-and-awards/awards/national/bytopic/priestley-medal.html; Priestley Medal.
10. ↑  https://wolffund.org.il/henry-eyring/.
11. 1 2 3 4 5 6 7 8 9  nobelprize.org; Nobelprijs-identificatiecode voor nominatie: 2875.